# 圣母谦逊之母圣殿

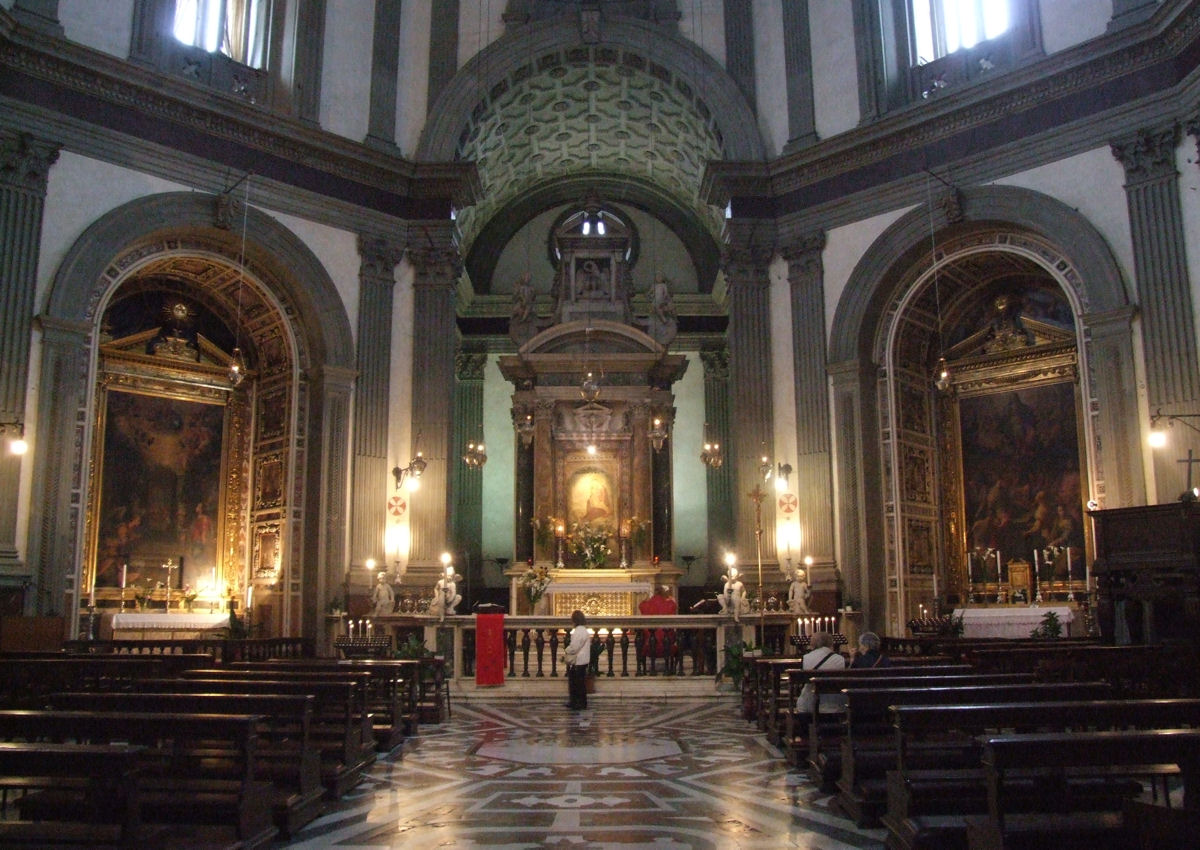
内部

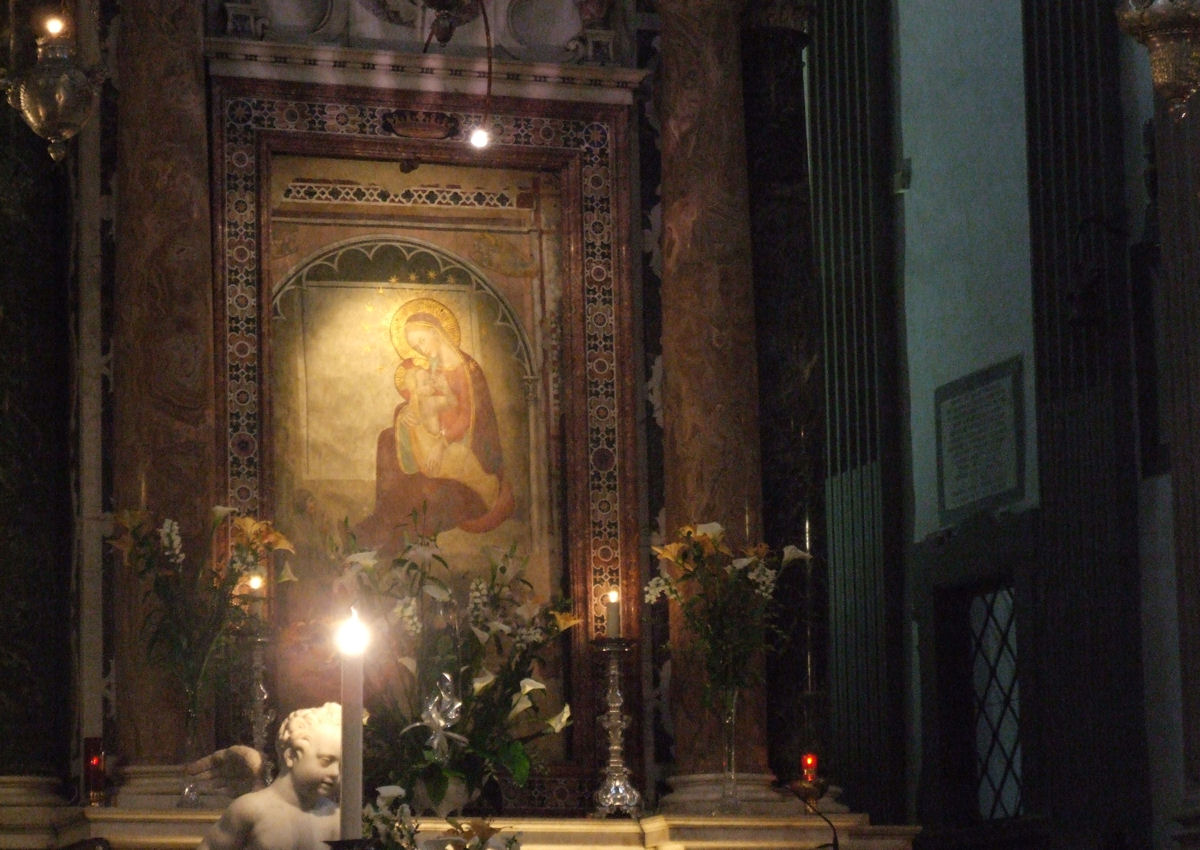
祭台

圣母谦逊之母圣殿（意大利语：Basilica della Madonna dell'Umiltà）是一座罗马天主教的宗座圣殿，位于意大利托斯卡纳大区皮斯托亚。
由于一幅神奇的圣母谦逊之母壁画（大约绘于1370年）而兴建了这座圣殿。这幅壁画有时被认为是巴塞洛缪·克里斯蒂安尼的作品，但是也可能是出自皮斯托亚当地画家之手。
根据传说，在1490年7月17日，在地方权力派系之间的内讧中，一些人看到从圣母像的额头流出鲜血，解释说圣母因为该地区的流血而受苦。主教尼古拉斯Pandolfini证实了奇迹，于是皮斯托亚重要的家族决定兴建此堂以纪念圣母玛利亚的庇护。圣殿由建筑师文图拉·维托尼建造，是一座重要的文艺复兴建筑。1562年，喬爾喬·瓦萨里建造了圣殿上面的八角形圆顶。原来的壁画仍然保存在圣殿内。